# 背眼刺鰍
背眼刺鰍為輻鰭魚綱合鰓目刺鰍亞目刺鰍科的其中一種，分布於亞洲馬來西亞及印尼的淡水流域，體長可達39公分，棲息在底層水域，屬肉食性。+